# Martin van Creveld
Martin van Creveld, né le 5 mars 1946 à Rotterdam, est un historien et théoricien militaire israélien.
Né aux Pays-Bas, Van Creveld a vécu en Israël depuis sa plus jeune enfance. Il est diplômé de la London School of Economics, et de l'Université hébraïque de Jérusalem, où il enseigne depuis 1971. Il est l'auteur de plus d'une quinzaine de livres dans le domaine de l'histoire et la stratégie militaire, dont les plus connus sont Command in War (1985), Supplying War: Logistics from Wallenstein to Patton (1977, 2de édition 2004), The Transformation of War (1991) (La Transformation de la Guerre (2011)), The Sword and the Olive (1998, 2de édition 2002) et The Rise and Decline of the State (1999). Van Creveld a donné des conférences ou enseigné dans de nombreuses institutions de stratégie militaire, notamment le Naval War College.

## La Transformation de la Guerre
La Transformation de la Guerre est un traité de théorie militaire traduit en français, allemand, russe, et en espagnol, dans lequel van Creveld élabore ce qu'il appelle une théorie de la guerre « non trinitaire », qu'il juxtapose au célèbre traité de Carl von Clausewitz : De la guerre.
Ce que van Creveld appelle le modèle « trinitaire » de la guerre selon Clausewitz fait la distinction entre les affaires de la population, de l'armée, et du gouvernement. Van Creveld critique cette approche comme trop étroite et centrée sur la notion d'État, par conséquent inapplicable à l'étude des conflits dont l'un des acteurs au moins n'est pas constitué en tant qu'État. En revanche, il propose cinq problématiques principales liées à la guerre (qui forment des chapitres principaux de son livre) :
1. Les acteurs de la guerre — États ou non ;
2. La véritable nature de la guerre — relation entre les acteurs, relation entre les acteurs et les non-combattants, relation entre la puissance et le droit ;
3. Le déroulement de la guerre — problématiques stratégiques et tactiques ;
4. Les buts de la guerre — pour augmenter la puissance nationale ou comme une fin en soi ;
5. Les raisons de la guerre — les motivations du soldat.

Van Creveld note que beaucoup des guerres menées après 1945 étaient des conflits de basse intensité (CBI), que de puissants États ont fini par perdre. Le livre soutient qu'on assiste au déclin de l'État-Nation sans déclin comparable de la violence organisée. De plus, selon van Creveld, les armées continuent d'entrainer leurs troupes à des guerres conventionnelles plutôt qu'aux conflits de basse intensité auxquels elles devront faire face. Dans cette perspective, pour van Creveld, il est impératif que les États-Nations modifient l'entrainement de leurs forces armées, ainsi que leur programme d'achat d'armes.
La portée du livre est attestée par sa présence sur la liste de lecture destinée aux officiers de l'armée américaine, un des trois seuls livres de la liste (avec les traités de Sun Tzu et Clausewitz) écrits par des non-Américains. Un autre livre de Martin van Creveld fait aussi partie de cette liste : Supplying War: Logistics from Wallenstein to Patton.

## Opinions
Au-delà de ses activités universitaire, Martin van Creveld commente assez régulièrement les événements politiques internationaux.
Dans une interview télévisée en 2002, il exprime ses doutes sur les capacités de l'armée israélienne à vaincre les Palestiniens.

« Ce sont [les soldats israéliens] des gens très courageux […] ils sont idéalistes […] ils veulent défendre leur pays, et se prouver des choses à eux-mêmes. Le problème est qu'on ne peut rien se prouver à soi même contre quelqu'un de beaucoup plus faible. Ils sont dans une situation « perdant-perdant ». Quand vous êtes le fort qui combat le faible, si vous tuez votre adversaire, vous êtes une crapule, et si vous le laissez vous tuer, vous êtes un imbécile. C'est un dilemme que d'autres ont éprouvé avant nous, et contre lequel, pour autant que je sache, il n'y a pas d'issue. Cela dit, l'armée israélienne est très loin d'être la pire du lot. Elle n'a jamais fait ce que les Américains ont fait au Viet-Nam […] elle n'a pas utilisé de napalm, ni tué des millions de gens. Bref, tout est relatif, mais pour revenir à ce que je disais, quand vous êtes le fort et que vous combattez le faible, quoi que vous fassiez est criminel. »

En septembre 2003, dans une interview à l'hebdomadaire néerlandais Elsevier, à propos d'Israël et des dangers représenterait l'Iran, van Creveld déclare :

« Nous possédons plusieurs centaines de têtes nucléaires et de missiles, et avons les capacités de les lancer contre des cibles dans n'importe quelle direction, peut-être même jusqu'à Rome. La plupart des capitales européennes sont des cibles atteignables par nos forces aériennes […]. Nous avons la capacité de démolir le monde si on nous démolit. Et je peux vous assurer que ça se passera avant qu'Israël ne disparaisse. »

Dans l'édition du 21 août 2004 du International Herald Tribune, van Creveld écrit : « Les Iraniens auraient été fous de ne pas tenter de se procurer l'arme nucléaire. »
En 2005, van Creveld a fait plusieurs titres de presse en déclarant lors d'une interview que l'invasion de l'Irak en 2003 était « la guerre la plus stupide depuis qu'en 9 av. J.-C., l'empereur Auguste a envoyé et perdu ses légions en Germanie », faisant référence à la bataille de Teutobourg (qui se tint en fait en 9 ap. J.-C.). Ses analyses comportaient une critique virulente de l'administration Bush, comparant la guerre d'Irak à celle du Viêt-Nam. Van Creveld ajouta que « Bush mérite d'être destitué [impeached], et jugé. »
En 2007, van Creveld déclare :

« L'Iran est le véritable vainqueur en Irak, et le monde doit maintenant apprendre à vivre avec un Iran nucléaire, comme il a appris à vivre avec une Union soviétique nucléaire ou une Chine nucléaire. […] Nous, Israéliens, avons de quoi dissuader une attaque iranienne. Nous ne courons aucun danger qu'une bombe iranienne soit lâchée sur nous […] grâce à la menace iranienne, nous obtenons des armes des États-Unis et de l'Allemagne. »

Martin van Creveld considère la guerre du Liban de 2006 comme une victoire stratégique pour Israël, et une défaite du Hezbollah. En ce sens, il a aussi beaucoup critiqué le rapport de la Commission Winograd qui, selon lui, ne mentionnait pas les nombreux succès apporté par la campagne militaire israélienne, van Creveld estimant que le Hezbollah avait « pris une dérouillée », perdu des centaines de ses membres, et s’était trouvé « jeté dehors du Liban-sud », remplacé par une « force des Nations Unies assez robuste ». Ces résultats ont, selon lui, permis à Israël d'obtenir à sa frontière libanaise « un niveau de calme inédit depuis les années 1960». Dans un article publié en 2011, l'historien réaffirme que contrairement à une opinion répandue, et malgré des opérations au sol qu’il dénonce comme « lentes et maladroites », la deuxième guerre du Liban est « une grande victoire pour Israël », notant qu'à l'issue de la guerre, « depuis la mi-août 2006, on n’a pas entendu un coup de feu tiré au Liban-sud ».
Dans une tribune publiée en 2010, Martin van Creveld considère que la Cisjordanie, loin d'être vitale à la sécurité israélienne, est un territoire « qu'Israël peut facilement se permettre d'évacuer ». Van Creveld soutient que la Cisjordanie ne permet aucunement de se défendre contre les missiles balistiques qui proviendraient des deux principaux ennemis d'Israël : l'Iran et la Syrie. De plus, du fait que la Cisjordanie serait en tout état de cause démilitarisée par un éventuel accord de paix avec les Palestiniens, van Creveld considère que ce territoire constituerait une barrière naturelle qui gênerait une éventuelle tentative d'invasion terrestre par l'Est. Enfin, van Creveld considère qu'Israël pourrait se défendre contre des « actions terroristes » éventuelles venant de Cisjordanie au moyen d'un mur de séparation, et de possibles campagnes offensives telles que l'opération Plomb durci et la 2de guerre du Liban, qui parvinrent selon lui à rétablir le pouvoir de dissuasion israélien.
Dans un article de 2011 coécrit avec Jason Pack (universitaire spécialiste du Monde Arabe) à propos de la guerre civile libyenne de 2011, van Creveld met en cause la tendance des médias à assimiler les événements de Libye aux autres soulèvements intervenus comme en Tunisie ou en Égypte. « La remarquable propagation des révoltes arabes de 2011 à travers l'Afrique du Nord a poussé de nombreux journalistes à dépeindre les événements en Libye comme s'ils étaient alimentés par des facteurs comparables à ceux qui étaient en jeu en Tunisie et en Égypte voisines. Les différences sont plus nombreuses que les similarités. » Van Creveld fait remarquer que la Tunisie et l'Égypte « sont des États-Nations cohérents depuis bien plus d'un siècle », alors que la société libyenne est encore profondément tribale. Il pointe par ailleurs le fait que les armées tunisienne et égyptienne pouvaient assurer une transition entre les anciens et les nouveaux régimes, alors que la Libye ne dispose pas d'une « armée professionnelle non tribale » qui puisse remplir cette fonction.

## Publications

### Livres
- Hitler's Strategy 1940-1941: The Balkan Clue, Cambridge University Press, 1973,  (ISBN 0-521-20143-8)
- Military Lessons of the Yom Kippur War: Historical Perspectives, Beverly Hills : Sage Publications, 1975,  (ISBN 0-8039-0562-9)
- Supplying War: Logistics from Wallenstein to Patton, Cambridge University Press, 1977,  (ISBN 0-521-21730-X) (2nd ed, 2004,  (ISBN 0-521-54657-5))
- Fighting Power: German and US Army performance, 1939-1945, Westport, Conn. : Greenwood Press, 1982,  (ISBN 0-313-23333-0)
- Command in War, Cambridge, Mass. : Harvard University Press, 1985,  (ISBN 0-674-14440-6)
- Technology and War: From 2000 B.C. to the Present, New York : Free Press, 1989,  (ISBN 0-02-933151-X) (free paperback, 2001,  (ISBN 0-02-933153-6))
- The Training of Officers: From Military Professionalism to Irrelevance, New York : Free Press, 1990,  (ISBN 0-02-933152-8)
- The Transformation of War, New York : Free Press, 1991,  (ISBN 0-02-933155-2)
- Nuclear Proliferation and the Future of Conflict, New York : Free Press, 1993,  (ISBN 0-02-933156-0)
- Air Power and Maneuver Warfare, with contributions from Kenneth S. Brower and Steven L. Canby, Alabama : Air University Press, 1994,  (ISBN 1-58566-050-7)
- The Encyclopedia of Revolutions and Revolutionaries: From Anarchism to Zhou Enlai, New York : Facts on File, 1996,  (ISBN 0-8160-3236-X)
- The Sword and the Olive: A Critical History of the Israeli Defense Force, New York : Public Affairs, 1998,  (ISBN 1-891620-05-3)
- The Rise and Decline of the State, Cambridge University Press, 1999,  (ISBN 0-521-65629-X)
- The Art of War: War and Military Thought, Londres : Cassell, 2000,  (ISBN 0-304-35264-0) (aussi New York : Collins/Smithsonian, 2005,  (ISBN 0-06-083853-1))
- Men, Women, and War, London : Cassell & Co., 2001,  (ISBN 0-304-35959-9)
- Moshe Dayan, London : Weidenfeld & Nicolson, 2004  (ISBN 0-297-84669-8)
- Defending Israel: A Controversial Plan Toward Peace, New York : Thomas Dunne Books/St. Martin’s Press, 2004,  (ISBN 0-312-32866-4)
- Countering Modern Terrorism: History, Current Issues, and Future Threats : Proceedings of the Second International Security Conference, Berlin, 15–17 December 2004, with Katharina von Knop and Heinrich Neisser, Bielefeld : Wbv, W. Bertelsmann Verlag, 2005,  (ISBN 3-7639-3309-3)
- The Changing Face of War: lessons of combat, from the Marne to Iraq, New York : Presidio Press, 2006,  (ISBN 978-0-89141-901-3)
- The Culture of War, New York: Presidio Press, 2008,  (ISBN 978-0-345-50540-8)
- The American Riddle (In Russian), Publisher: Irisen (Russia) 2008[12]
- The Land of Blood and Honey, New York : St. Martin's Press, 2010,  (ISBN 978-0-312-59678-1)
- A History of Strategy: From Sun Tzu to William S. Lind, préface de Jerry Pournelle, Castalia House, 2015.

### Sélection d'articles
- "Through a glass, darkly: some reflections on the future of war", Project On Government Oversight (en) site web, 2000
- "Into the Abyss", Defense and the National Interest site web, 2004
- "Why Iraq will end as Vietnam did", LewRockwell.com (en), 18/11/2004
- "Sharon on the warpath: Is Israel planning to attack Iran?", International Herald Tribune, 21/08/2004
- "Costly withdrawal is the price to be paid for a foolish war", The Forward, 25/11/2005
- "Knowing why not to bomb Iran is half the battle", The Forward, 20/04/2006